# Diogo de Sanábria
Diogo de Sanábria, em castelhano Diego de Sanabria (Medellín da Extremadura, ca. 1532 – América do Sul, depois de 1557), foi um conquistador e explorador espanhol, filho de João de Sanábria e enteado de Mencía Calderón. Sua expedição com destino a Assunção acabou sendo encurtada pelo naufrágio de várias embarcações e pelo desembarque na costa brasileira. 